# Pier Ferdinando Casini

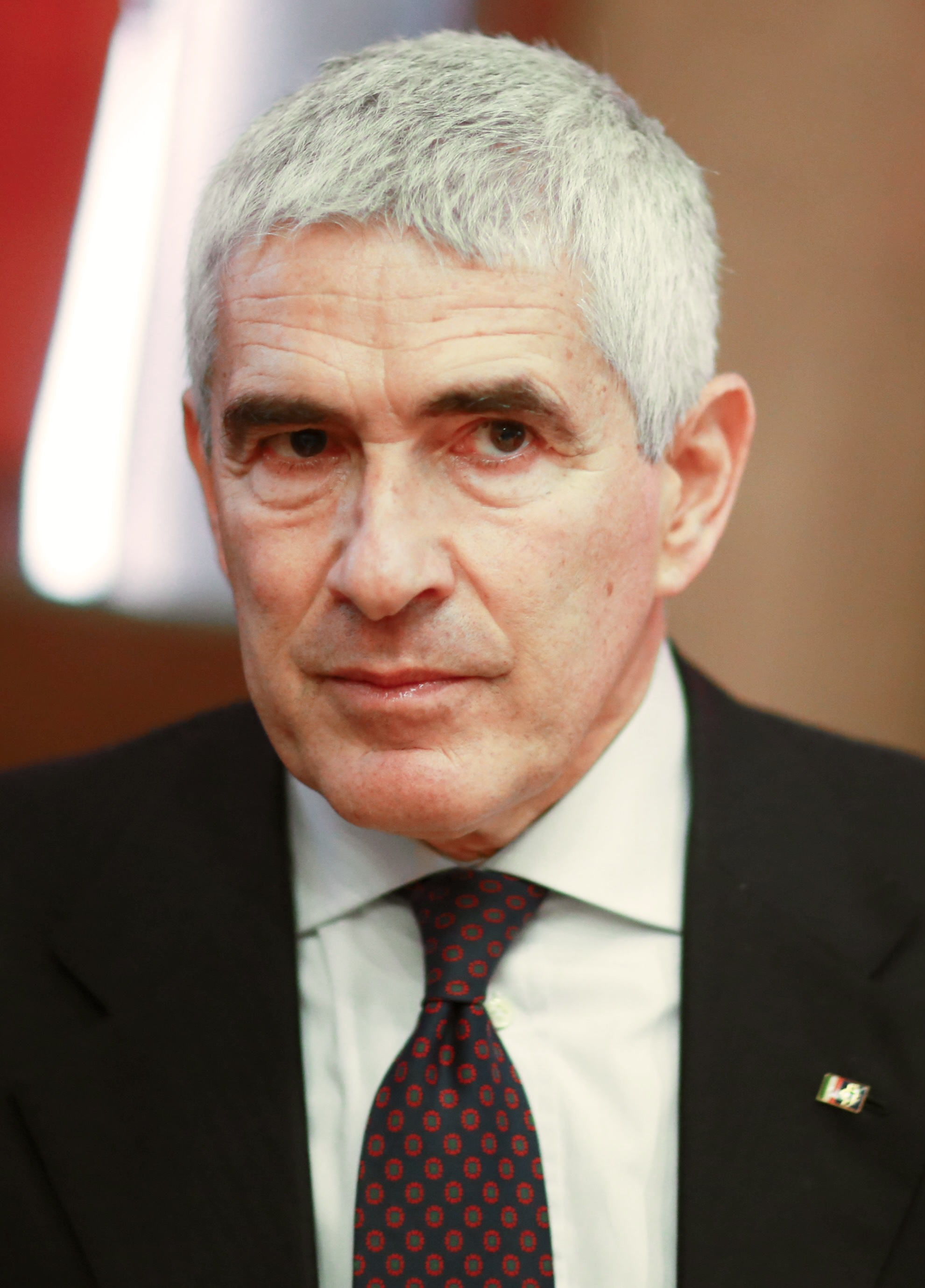
Pier Ferdinando Casini (2016)

Pier Ferdinando Casini (anhörenⓘ; * 3. Dezember 1955 in Bologna) ist ein italienischer Politiker. Als führendes Mitglied der christdemokratischen UDC war er von 2001 bis 2006 Präsident der italienischen Abgeordnetenkammer und von 2005 bis 2008 Präsident der Interparlamentarischen Union.

## Leben
Casini hat einen Abschluss in Jura von der Universität Bologna. Er wurde 1983 erstmals für die Democrazia Cristiana (DC) in die italienische Abgeordnetenkammer gewählt. Als die DC zerfiel, gründeten Casini und Clemente Mastella im Januar 1994 das Centro Cristiano Democratico (CCD), das eng mit Silvio Berlusconis Partei Forza Italia zusammenarbeitete. Bis 2001 war Casini segretario, d. h. operativer Parteichef, des CCD. Von 1994 bis 2001 war er Mitglied des Europäischen Parlaments, bis 1995 in der Fraktion Forza Europa, danach in der Fraktion EVP-ED, deren Vorstand er ab 2000 angehörte.
Nach dem Wahlsieg von Berlusconis Mitte-rechts-Bündnis Casa delle Libertà, dem auch das CCD angehörte, wurde im Mai 2001 Casini zum Präsidenten der italienischen Abgeordnetenkammer gewählt und hatte dieses Amt bis zum Ende der Legislaturperiode im April 2006 inne. Casinis CCD fusionierte 2002 mit zwei weiteren christdemokratischen Kleinparteien zur Unione dei Democratici Cristiani e di Centro (UDC). In dieser hatte er zwar offiziell kein Parteiamt, war aber bei Wahlen ihr Spitzenkandidat und galt daher als faktischer Anführer (leader). Vom 19. Oktober 2005 bis 15. Oktober 2008 war Casini Präsident der Interparlamentarischen Union. Von 2006 bis 2015 war er Präsident der Centrist Democrat International, dem weltweiten Zusammenschluss christdemokratischer Parteien.
Vor der Parlamentswahl 2008 verließ die UDC unter Casinis Führung das Mitte-rechts-Allianz Casa delle Libertà und trat mit einem eigenen Mitte-Bündnis (Unione di Centro) an, was jedoch zur Abspaltung der Parteimitglieder führte, die das Bündnis mit Berlusconi fortsetzen wollten. Ende 2010 rief Casini mit Gianfranco Fini und Francesco Rutelli den Nuovo Polo per l’Italia als „dritten Pol“ zwischen dem Mitte-rechts- und Mitte-links-Block ins Leben. Nach Berlusconis Rücktritt unterstützte Casini die Übergangsregierung von Mario Monti.
Nach acht Legislaturperioden (30 Jahren) in der Abgeordnetenkammer wurde Casini bei der Parlamentswahl 2013 auf der Liste Con Monti per l'Italia in den Senat gewählt. Von 2013 bis 2017 war er Vorsitzender des Außenausschusses im Senat. Aus Anlass des Verfassungsreferendums 2016 überwarf er sich mit seiner Partei. Während die UdC gegen die Verfassungsänderung plädierte, sprach sich Casini dafür aus. Zusammen mit Gian Luca Galletti gründete er daraufhin die christdemokratische Splitterpartei Centristi per l’Europa (CpE). Von 2017 bis 2018 leitete Casini einen Banken-Untersuchungsausschuss. Die CpE traten zur Parlamentswahl 2018 auf der Liste Civica Popolare im Rahmen von Matteo Renzis Mitte-links-Bündnis an. Casini wurde als Vertreter des Wahlkreises von Bologna erneut in den Senat gewählt.
Casini hat zwei Töchter aus erster Ehe mit Roberta Lubich. Nach der Scheidung liierte er sich mit der Bauunternehmertochter Azzurra Caltagirone, die er nach achtjährigem Zusammenleben im Oktober 2007 geheiratet hat und mit der er zwei gemeinsame Kinder hat.

## Auszeichnungen
- 2001: Norwegischer Verdienstorden
- 2002: Großes Goldenes Ehrenzeichen am Bande für Verdienste um die Republik Österreich[1]
- 2002: Großkreuz des Ordens des litauischen Großfürsten Gediminas
- 2002: Großkreuz des Verdienstordens der Republik Polen
- 2003: Großkreuz des Ordens de Isabel la Católica
- 2004: National Order of Merit
- 2005: Großkreuz des Ordens des Infanten Dom Henrique